# 雷克托 (密蘇里州)
雷克托（英語：Rector）是位於美國密蘇里州香農縣的鬼鎮。

## 歷史
雷克托的郵局於1894年設立，其後於1954年停運。

## 地理
雷克托所處的海拔為高於海平面288米（即945英呎），而該地所採用的時區為UTC-6，即北美中部時區（CST）。同時該地設有夏令時間，為UTC-6調快一小時，即UTC-5（CDT）。